# Bhutanitis mansfieldi
Bhutanitis mansfieldi (denominada popularmente, em inglês, Mansfield's three-tailed swallowtail; na tradução para o português, rabo-de-andorinha de três caudas de Mansfield) é uma borboleta da região indo-malaia, pertencente à família Papilionidae e subfamília Parnassiinae, endêmica do sudoeste da China (em Yunnan e Sichuan). Foi classificada por Riley, em 1939; denominada Armandia mansfieldi no texto "A new species of Armandia (Lep. Papilionidae)", publicado na The Entomologist 72 (páginas 207-208). Suas lagartas se alimentam de espécies de plantas do gênero Aristolochia (família Aristolochiaceae). Ela é estritamente aparentada com a impressionante borboleta denominada glória-do-butão (Bhutanitis lidderdalii).

## Descoberta
O holótipo desta espécie foi descoberto por M. J. Mansfield, daí provindo o seu descritor específico. mansfieldi, entre os espécimes guardados em papel e sem rótulos da coleção de George Forrest, um botânico britânico que coletou extensivamente em Yunnan, China. Riley, portanto, assumiu que o inseto deve ter sido coletado em Yunnan.

## Descrição
Vista por cima, esta borboleta apresenta tom geral castanho enegrecido, com fileiras de linhas claras, onduladas e características, nas asas anteriores e posteriores. No fim das asas posteriores existem manchas em vermelho, formando um semicírculo, e manchas em negro e azul, formando ocelos; além de apresentar um pouco de amarelo, mais intenso, na margem final das asas e uma série de três finas projeções espatuladas, como caudas de pontas arredondadas, em cada asa posterior, com as projeções mais externas sendo as mais alongadas e com suas pontas similares a colheres.

## Planta-alimento
Bhutanitis mansfieldi se alimenta de espécies do gênero Aristolochia, em sua fase larval, como A. moupinensis e A. griffithii, esta última em cativeiro.

## Subespécies
B. mansfieldi possui duas subespécies:
- Bhutanitis mansfieldi mansfieldi - Descrita por Riley em 1939. Localidade tipo: Yunnan.
- Bhutanitis mansfieldi pulchristata - Descrita por Saigusa & Lee em 1982. Localidade tipo: Sichuan.

## Estado de conservação da espécie
Esta é considerada uma espécie vulnerável pela União Internacional para a Conservação da Natureza desde o ano de 2019; cujos fatores para o seu declínio estão relacionados com sua distribuição geográfica restrita e habitat florestal severamente fragmentado por agricultura e pecuária, além da coleta de indivíduos para comércio; sendo listada como fauna protegida, na China.

## Novo gênero
No ano de 1980 o entomologista Hiura colocou esta espécie num novo gênero, Yunnanopapilio, com base em alguns caracteres de padrão de asa, bem como em sua venação; porém tal gênero se tornou sinônimo de Bhutanitis, após o trabalho de Saigusa e Lee, em 1982.